# Athur (Thoothukudi)
Athur es una ciudad y nagar Panchayat situada en el distrito de Thoothukudi en el estado de Tamil Nadu (India). Su población es de 27266 habitantes (2011).

## Demografía
Según el censo de 2011 la población de Athur era de 10138 habitantes, de los cuales 5127 eran hombres y 5011 eran mujeres. Athur tiene una tasa media de alfabetización del 87,60%, superior a la media estatal del 80,09%: la alfabetización masculina es del 91,90%, y la alfabetización femenina del 83,27%.